# Eupsittula pertinax
Eupsittula pertinax е вид птица от семейство Папагалови (Psittacidae).

## Разпространение
Видът е разпространен в Аруба, Бразилия, Венецуела, Гвиана, Колумбия, Коста Рика, Панама, Суринам и Френска Гвиана.